# Cabusset comú
El cabusset (Tachybaptus ruficollis), anomenat a les Balears cabussonet, soterí petit, setmesó etc., malgrat els seus hàbits aquàtics i la convergència adaptativa que això comporta en els ocells d'aquest medi, cal distingir-lo dels ànecs, amb els quals no l'uneix cap vincle sistemàtic.

## Descripció
És fàcil de diferenciar de la resta de cabussaires pel fet de no presentar, en cap època de l'any, marques o dissenys cromàtics cefàlics. Semblantment a com succeeix a la resta d'Europa, és el més abundant dels cabussaires als Països Catalans.
En plomatge nupcial, els adults llueixen el coll i la cara castanys rogencs i el cap i el mantell bru negrós. Destaca el bec, gruixut i punxegut, negre i amb la punta més clara, que s'implanta en unes comissures groguenques molt conspícues.
Veient l'estructura dels peus, hom s'adona de la diferència amb els ànecs, puix els cabussets presenten uns lòbuls de pell al costat dels dits i no una membrana interdigital com els anseriformes.
L'estructura de la part final del cos, més aplatada i sense cua aparent, li dona un aspecte rodanxó, la qual cosa acaba de perfilar els trets discriminadors de l'ocell.
La veu és una mena de trinat que sona com un renill sentit de lluny.

## Costums
Es capbussa amb molta freqüència durant períodes curts (de 15 a 20 segons), podent romandre parcialment submergit a voluntat si se sent alertat, bo i emergint fora de l'aigua solament part del cos, per exemple el cap, la qual cosa dificulta molt de localitzar-lo i més si ho fa enmig de la vegetació paludícola.
És sedentari i sotmès a moviments hivernals, essent aleshores quan és més fàcilment observable, car estem parlant d'un ocell molt discret, reservat i amagadís en època de cria, durant la qual passa extraordinàriament desapercebut i del qual costa molt obtindre dades de cria confirmada.
És repatani a volar i, quan ho fa, és sempre en curtes volades.
Pot instal·lar-se i niuar en aigües estancades molt variades (i força eutrofitzades), des d'un petit bassiol, una bassa de reg o la tolla de riera, fins a basses grans artificials, sempre amb vegetació aquàtica o de ribera.
A l'hivern s'observa en indrets fluvials de tota mena (també dels grans rius) molt més del que és habitual la resta de l'any, fet que cal imputar a la visita d'hivernants extrapirinencs.
L'òptim de distribució sembla la terra baixa, tot i que nia en contrades més altes, com ara les faldes del Prepirineu.

## Reproducció

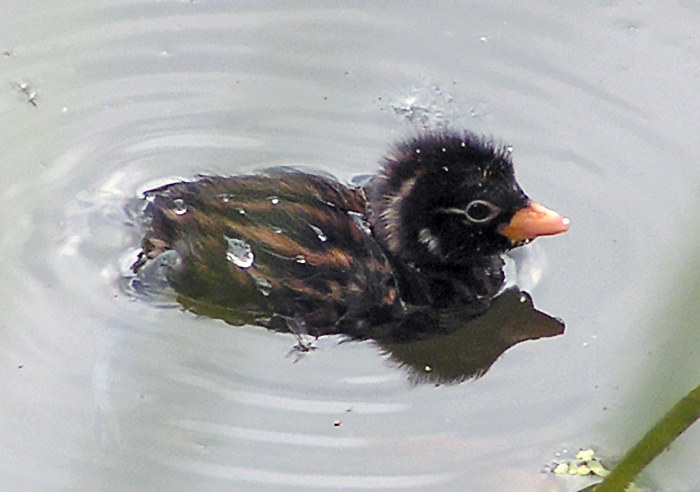
Pollet de cabusset fotografiat a Essex (Anglaterra).

Amb matèria vegetal aportada per ambdós sexes, basteixen una característica plataforma de restes semipútrides, sovint força amagada a la riba.
Dues niuades a l'any generalment.

## Alimentació
L'alimentació està basada en invertebrats (larves d'insectes i mol·luscs) i peixos petits més que no pas en matèria vegetal.

## Taxonomia
S'han considerat un bon nombre de subespècies. Alguns autors consideren que les que formen la població d'Indonèsia, Nova Guinea i Melanèsia han de ser considerades una espècie diferent (Tachybaptus tricolor), arran els estudis de Mlíkovský (2010).